# Mupeti
Mupeti je americký muzikálově-komediální film z roku 2011, který režíroval James Bobin.

## Děj
Mupetí fanoušek Walter odhalí na dovolené se svými přáteli plán ropného magnáta Texe, který se rozhodl pro těžbu ropy srovnat se zemí zdejší mupetí divadlo. Všichni tři přátelé se tedy rozhodnou získat pro záchranu divadla peníze pořádáním mupetího maratónu.